# Chachamaru
Chachamaru（チャチャマル、本名: 藤村幸宏、1960年3月3日 - ）は、日本のギタリスト、作曲家、編曲家。2019年まではGACKTのバックバンド、GACKT-Jobのバンドマスターとして主に活動。京都府出身。佛教大学卒業。
佛教大学では軽音楽部に所属し、同軽音楽部には同級で二井原実（当時EARTHSHAKER、後にLOUDNESSに加入）も在籍しており、同じバンドに所属していた。芸名のChachamaru（茶々丸）は学生時代からの愛称である。

## 概要・来歴
『アイ高野とビーハイブ』、『EARTHSHAKER』の永川敏郎との『GERARD』、和製プログレッシブ・ロックの立役者によるセッション・バンド『VIENNA』、二井原実との『デッド・チャップリン』等のバンドを渡り歩く。他にも、X JAPANのボーカリストToshlのソロアルバムにも参加している。
GACKT曰く「日本で3本の指に入るギタリスト」。
使用ギターはキャパリソンのhorusのカスタムモデルを愛用しており、同ギターの開発にも携わっている。使用アンプはMarshallのJCMやJVMシリーズなどを愛用。

## ソロ作品
- AIR （2002年12月21日、クラウン、CRCP-40023）

## 参加作品・アーティスト
- アイ高野とビーハイブ「デビュー★ビーハイブ」「ビーハイブ・パーティ」
- GERARD「GERARD」「虚実の城」「夢の中の夢」「IRONY OF FATE」
- VIENNA「Overture」「Step into…Vienna」「Progress」「Unknown」
- デッド・チャップリン「Ded Chaplin 1st.」「Rock The Nation」「FINAL REVOLUTION」
- 二井原実「ONE」
- GIRL U NEED「GIRL U NEED」
- Toshl「MISSION」
- GACKT（「Mizérable」、「To feel the FIRE」、仮面ライダーディケイドへのタイアップシングル三作、「Grafitti」以降のリリースを除く）全てに参加。但しアルバム「LAST MOON」、一部のコンピレーション盤には過去楽曲につき参加している
- YELLOW FRIED CHICKENz「THE END OF THE DAY」「ALL MY LOVE/YOU ARE THE REASON」「YELLOW FRIED CHICKENz I」
- 倖田來未「Can We Go Back」
- 菅沼孝三「Drum Paradise」